# Episodi di Veritas: The Quest
La prima e unica stagione della serie televisiva Veritas: The Quest, composta da 13 episodi, è stata trasmessa dal canale ABC dal 27 gennaio 2003 al 24 giugno 2003.
In Italia è stata trasmessa da Rai 2 dal 25 giugno 2005.
| nº | Titolo originale    | Titolo italiano        | Prima TV USA     | Prima TV Italia |
| -- | ------------------- | ---------------------- | ---------------- | --------------- |
| 1  | Reunion             | Verità nascoste        | 27 gennaio 2003  | 25 giugno 2005  |
| 2  | Antarctica          | La piramide            | 3 febbraio 2003  |                 |
| 3  | Skulls              | I quattro teschi       | 10 febbraio 2003 |                 |
| 4  | Heist               | La sfera di Archimede  | 17 febbraio 2003 |                 |
| 5  | The Wheel Of Dharma | Il potere della fede   | 24 febbraio 2003 |                 |
| 6  | Sangraal            | Il segreto dei Templar | 3 marzo 2003     |                 |
| 7  | Mummy Virus         | Il virus della mummia  | 10 marzo 2003    |                 |
| 8  | Name Of God         | Baal Shem              | 17 marzo 2003    |                 |
| 9  | Devil's Child       | Il figlio del diavolo  | 24 marzo 2003    |                 |
| 10 | Avalon              | Riti pagani            | 3 giugno 2003    |                 |
| 11 | The Lost Codex      | Il codice perduto      | 10 giugno 2003   |                 |
| 12 | Eternal             | 'Immortalità           | 17 giugno 2003   |                 |
| 13 | Helmholtz Resonance | L'anello della verità  | 24 giugno 2003   |                 |